# Čedasai
Čedasai is een plaats in het Litouwse district Panevėžys. De plaats telt 239 inwoners (2001).